# Piwo het houten paard
Piwo het houten paard is een stripreeks bedacht door de Belg Willy Vandersteen.
Het is de eerste reeks van Vandersteen die in albumvorm is uitgegeven.

## Inhoud
Deze stripreeks gaat over een levend houten paard genaamd Piwo die in het Wilde Westen leeft. Later spelen de verhalen zich ook af in Canada en Zuid-Afrika.

## Publicatiegeschiedenis

### Voorgeschiedenis
Voor de Tweede Wereldoorlog domineerden de geïmporteerde, Amerikaanse strips in Europa. Toen de oorlog uitbrak, mochten de Amerikaanse strips niet meer geïmporteerd worden, waardoor lokale tekenaars meer de kans kregen om strips te tekenen. Zo kon bedenker Willy Vandersteen in de oorlog veel meer tekenen, waarbij verscheidene strips, waaronder Piwo.

### Vandersteen (1943-1946)
Tijdens de oorlog vluchtte Vandersteen in Brussel tijdens een luchtalarm en toen kwam hij een zekere Maurice Lambrechts, een vroegere vriend uit de scouts, opnieuw tegen. Lambrechts bleek een uitgever te zijn geworden en zocht voor uitgeverij Ons Volk dringend een stripverhaal. Hij moest het namelijk al de week erna hebben. Vandersteen ging akkoord, maar hij had dat jaar al zijn vakantiedagen genomen. Hierop gaf Vandersteens baas hem een week vakantie, waarna Vandersteen het eerste album op een week tekende. Toen het af was, kon Lambrechts het echter niet uitgeven door een papiergebrek, waardoor het een jaar in Lambrechts’ lade lag. Toch werd Vandersteen meteen betaald en kreeg hij opdracht om nog twee vervolgverhalen te tekenen. Het eerste verhaal van de reeks verscheen in 1943. Daarna tekende Vandersteen nog twee albums. Het zijn vervolgverhalen, die niet werden voorgepubliceerd. Ze werden ook in het Frans uitgegeven. Vandersteen schreef de verhalen onder het pseudoniem Wil.

## Albums
Onderstaande albums werden geschreven en getekend door Willy Vandersteen. De albums werden uitgegeven bij Ons Volk.
| Nr. | Titel                                  | Uitgavejaar |
| --- | -------------------------------------- | ----------- |
| 1   | De avonturen van Piwo het houten paard | 1943        |
| 2   | Piwo en de paardendieven               | 1944        |
| 3   | Piwo bij de Zoeloes                    | 1946        |

### Integraal
In 1993 bundelde Standaard Uitgeverij de 3 verhalen van Piwo in een integrale editie. Het boek verscheen vanwege het 50-jarige jubileum van Piwo.